# Вусач-каліпоґон реліктовий
Вусач-каліпоґон реліктовий (Callipogon relictus Semenov, 1899) — жук з родини Вусачів. Найбільший жук Далекого Сходу.

## Морфологія
Довжина тіла самців 85-108 мм, самок — 65-85 мм. Фарбування тіла коричневе, чорно-коричневе. Надкрила каштанового кольору. На передньоспинці — шість більших втиснень, покритих жовтуватими волосками Напроти щитка, дві невеликих цятки покритих жовтуватими волосками. Ока глибоко виїмчасті. Щелепи самця великі, помітно довщі за голову, у базальній половині з великим зубцем. По бічних краях передньоспинки — багато загострених шипів. Передні кути передньоспинки сильно витягнуті.
Вусики у самця довщі, ніж у самки, не досягають вершини надкрил. Третій членик вусиків подовжений.

## Біологія
Кожна самка відкладає до 28 яєць. Личинки розвиваються переважно в деревах з товстим стовбуром — в'яз споріднений (Ulmus propinqua), ясен маньчжурський (Fraxinus mandschurica), липа амурська (Tilia amurensis) і тополя Максимовича (Populus maximowiczii); рідше заселяє дуб монгольський (Quercus mongolica), березу ребристу (Betula costata) і клен маньчжурський (Acer mandschurica). Для розвитку личинок у першу чергу потрібні усихаючі на корені дерева; з упалих, але попередньо заселених дерев, виходять дуже невеликі жуки. Дерева, заселені личинками вусача, як правило заражені грибком Pleurotus citrinopileatus, що сприяє розкладанню деревини.
Розвиток личинки триває 4-6 років. Личинки різних віків часто зустрічаються разом.
Заляльковуання в червні-липні, біля поверхні стовбура. Стадія лялечки триває за одними даними — 20 днів, за іншимі — 28-35 днів.

## Хорологія
На території Росії живе в амурській області — на півдні й південний схід від г. Райчихинска, знахідки в Хинганському і Норському заповідниках; на півдні Хабаровського краю (на півночі до Хабаровська й в Єврейській автономній області), Приморському краї. Найпівнічніша знахідка — у районі селища Екимчан (Амурська область). Поза Росією розповсюджений у Північно-Східному Китаї та КНДР

## Екологія
Населяє змішані й широколисяні ліси. Личинка розвивається у гнилій деревині, імаго живиться соком, який виступає на стовбурах дерев. Жуків можна зустріти з першої декади липня до вересня. Самки з'являються на 13-20 днів пізніше самців, та зустрічаються частіше, через їх схильність до частих перельотів.
Обліки чисельності не проводилися. Відомі поодинокі знахідки. Вважається рідкісним видом, чисельність якого скорочується.
Фактори, що лімітують чисельність, — це вирубка старих лісів, санітарні рубки лісових угідь, неконтрольований збір колекціонерами й випадковими особами.

## Охорона
Занесений у Червону книгу Росії (категорія ІІ — вид, що скорочується в чисельності.)
Рекомендації з охорони — скорочення вирубок лісу на півдні Хабаровського краю, Амурської обл., і в Приморському краї, збереження в лісах великих старих листяних дерев, повна й повсюдна заборона на збір жуків, їхньої личинок і лялечок.